# 金贸街道
金贸街道是中国海南省海口市龙华区下辖的一个街道。成立于2001年4月，是海口市龙华区区委、区政府的派出机构。辖区总面积为5.53平方公里，总人口为5.4万人，其中常驻人口2.2万人，暂住人口1.28万人，流动人口2.2万人，境外人口113人。

## 行政区划
- 龙华南社区
- 珠江社区
- 世贸社区
- 国贸社区
- 玉沙社区